# Castilleja tenuis
Castilleja tenuis är en snyltrotsväxtart som först beskrevs av Heller, och fick sitt nu gällande namn av Tsan Iang Chuang och L.R. Heckard. Castilleja tenuis ingår i släktet målarborstar, och familjen snyltrotsväxter. Inga underarter finns listade i Catalogue of Life.